# Clatha longipes
Clatha longipes är en stekelart som beskrevs av Cameron 1905. Clatha longipes ingår i släktet Clatha och familjen brokparasitsteklar. Inga underarter finns listade i Catalogue of Life.